# Oscar Millard
Oscar Ernest Millard (* 1. März 1908 in London, England; † 7. Dezember 1990 in Los Angeles, Kalifornien) war ein US-amerikanischer Drehbuchautor und Schriftsteller.

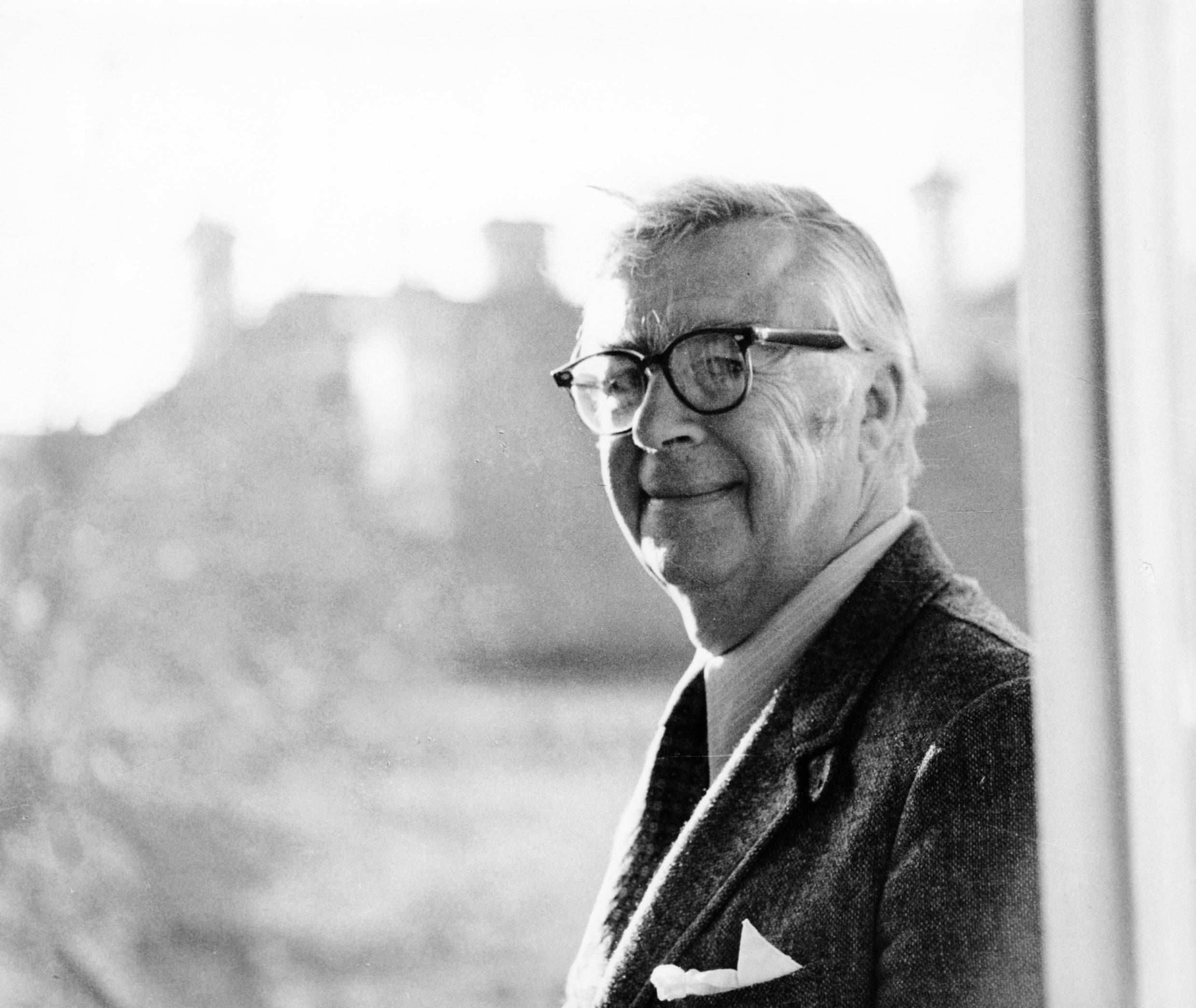
Drehbuchautor und Schriftsteller Oscar Millard 1986 in Salzburg

## Leben
Oscar Ernest Millard war in England bereits ein etablierter Schreiber, als er nach dem Zweiten Weltkrieg von 20th Century Fox als Auftragsdrehbuchschreiber engagiert wurde. Mit …und der Himmel lacht dazu debütierte er als Drehbuchautor und drei Jahre später wurde er bei der Oscarverleihung 1952 für seine Geschichte zu Froschmänner mit einer Nominierung für die Beste Originalgeschichte bedacht. Bis Ende der 1960er Jahre war er regelmäßig für unterschiedliche Film- und Fernsehproduktionen als Autor beschäftigt. Später reiste er viel durch Europa, hauptsächlich durch Österreich und schrieb für unterschiedliche Zeitungen und Nachrichtenmagazine, darunter die Los Angeles Times und die New York Times Reiseartikel.
Am 7. Dezember 1990 verstarb Millard im Alter von 82 Jahren in seinem Haus in Pacific Palisades. Nachdem er zuvor seine täglichen Runden geschwommen war und sein Frühstück gegessen hatte, wurden bei ihm natürliche Todesursachen festgestellt. Er hinterließ seine zweite Ehefrau Brita, die er in Österreich kennengelernt hatte, und seine Nichte Anne Marie Krause.

## Werke
Romane
- Safe enough (1956)
- The Con Lady (1958)
- A Missing Person (1972)

Filmografie
- 1949: …und der Himmel lacht dazu (Come to the Stable)
- 1951: Die Reise ins Ungewisse (No Highway in the Sky)
- 1951: Froschmänner (The Frogmen)
- 1952: Engelsgesicht (Angel Face)
- 1953: Mörder ohne Maske (Second Chance)
- 1956: Der Eroberer (The Conqueror)
- 1960: Nur wenige sind auserwählt (Song Without End)
- 1964: Der schwarze Kreis (Dead Ringer)
- 1965: Sieben reiten in die Hölle (The Reward)
- 1972: Top Secret (The Salzburg Connection)